# Pomadasys stridens
Pomadasys stridens és una espècie de peix de la família dels hemúlids i de l'ordre dels perciformes.

## Morfologia
Els mascles poden assolir els 20 cm de longitud total.

## Distribució geogràfica
Es troba al Mar Roig, a l'est de la Mediterrània, Sud-àfrica i a l'oest de l'Índia.